# 格蘭特公園 (伊利諾伊州)
格蘭特公園（英語：Grant Park）是位於美國伊利諾伊州坎卡基縣的一個村落。

## 地理
格蘭特公園的座標為41°14′27″N 88°38′45″W / 41.24083°N 88.64583°W，而該地最高點為海拔高度212米（即696英尺）。

## 人口
根據2010年美國人口普查的數據，格蘭特公園的面積為8.89平方千米，當中陸地面積為8.83平方千米，而水域面積為0.06平方千米。當地共有人口1331人，而人口密度為每平方千米149人。